# Glomus iranicum var. tenuihypharum
Glomus iranicum var. tenuihypharum é um fungo formador de micorrizas arbusculares (HMA) e, como tal, contribui para a melhoria das condições físico-químicas do solo e para estimular o crescimento e a produtividade da maioria das plantas. Esta espécie, isolada de um solo alcalino de pH 9.5, com forte presença de sais de Mg, Ca e Mn., consegue uma adequada simbiose com a maior parte das plantas agrícolas, mesmo nas condições de manuseamento da agricultura intensiva. Produz abundante micélio extramatrical que pode explorar um grande volume de solo, reproduz-se a partir de esporas geradas no exterior da raiz, o que facilita melhor transporte de nutrientes dentro das raízes em direção à planta e tolera elevadas concentrações de sais nutricionais no solo, o que garante uma adequada tolerância aos protocolos de fertilização da agricultura intensiva.

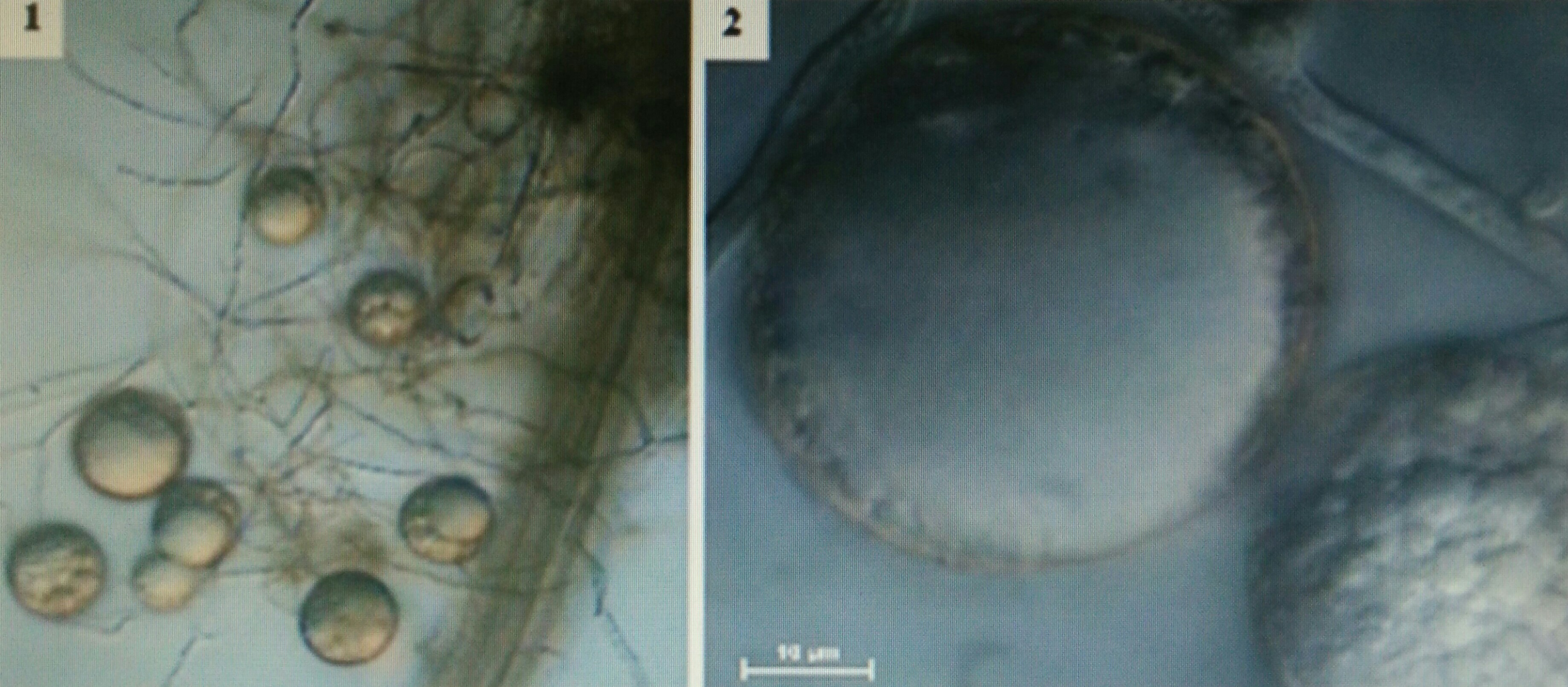
Rede de micélio externo e esporas extrarradiculares (1) e detalhes de paredes das esporas individuais (2)

Pelas suas características biológicas, Symborg, a empresa descobridora desta espécie, conseguiu uma patentesobre a mesma que protege pela primeira vez uma espécie de HMA.
Foram levados a cabo estudos científicos, publicados em revistas especializadas, sobre os efeitos desta espécie em diversos tipos de cultivos. No caso específico da uva de mesa, conseguiram-se incrementos continuados entre 12 e 45%, por mais de três anos, na produção total das variedades Red Globe, Crimson, Napoleón, Thomson seedless, etc., com incrementos sustentados na qualidade da fruta, onde se constataram incrementos na longitude e no peso dos cachos, assim como maior uniformidade de cor e graus Brix da fruta colhida.
Nos cultivos hortícolas, promove incrementos significativos da atividade fisiológica (melhor estado hídrico e intercâmbio gasoso) e na produtividade (10-15%) das plantas tratadas, cultivadas tanto em estufa como em campo aberto. Um estudo do sistema radicular do melão realizado pela Universidade Politécnica de Cartagena, em Espanha, evidenciou que a aplicação desta espécie incrementa não apenas a superfície de exploração radicular a partir da estimulação de radículas finas, mas também induz uma alteração da arquitetura radicular, favorecendo uma maior absorção de nutrientes, assim como aumentos significativos dos seus potenciais produtivos. 
Em pimentos de estufa, os estudos evidenciam não apenas um maior incremento produtivo (1 kg por m²), mas também um controlo importante da expressão hormonal endógena das plantas, incrementando no início do cultivo a expressão de auxina (ácido indolacético) para uma maior produção de raízes e colonização micorrízica, uma maior expressão de giberelinas e citoquininas a favor de um maior desenvolvimento foliar e produtivo a partir dos 50 dias de cultivo e uma diminuição significativa do ácido abscísico a favor de umas plantas mais juvenis no final do ciclo.
Na produção de cereais e grãos, como é o caso do milho e da soja, a colonização com esta espécie permite incrementos dos rendimentos produtivos superiores a 10%.
2. http://www.elmundo.es/economia/2015/04/15/552d53fdca4741c6768b4578.html
1. ↑   www.google.st/patents/EP2820953A1?